# Villebadin

Villebadin este o comună în departamentul Orne, Franța. În 1 ianuarie 2018 avea o populație de 126 de locuitori.